# Ambulyx johnsoni
Espèce
Ambulyx johnsoni est une espèce d'insectes lépidoptères de la famille des Sphingidae, sous-famille des Smerinthinae, tribu des Ambulycini, et du genre Ambulyx.

## Description
L'envergure des ailes est d'environ 50 mm. L'espèce est très proche d'Ambulyx liturata mais de plus petite taille. Les deux faces des ailes ont une coloration plus jaunâtre et la face inférieure des palpes, le thorax, l'abdomen et les bases des deux ailes sont rosâtres. Sur la face dorsale la ligne sub-marginale des ailes antérieures est proche de la frange à la fois en arrière ventral et dorsalement la bande pâle juste à proximité de la bande sub-marginale noire est moins importante que chez Ambulyx liturata.

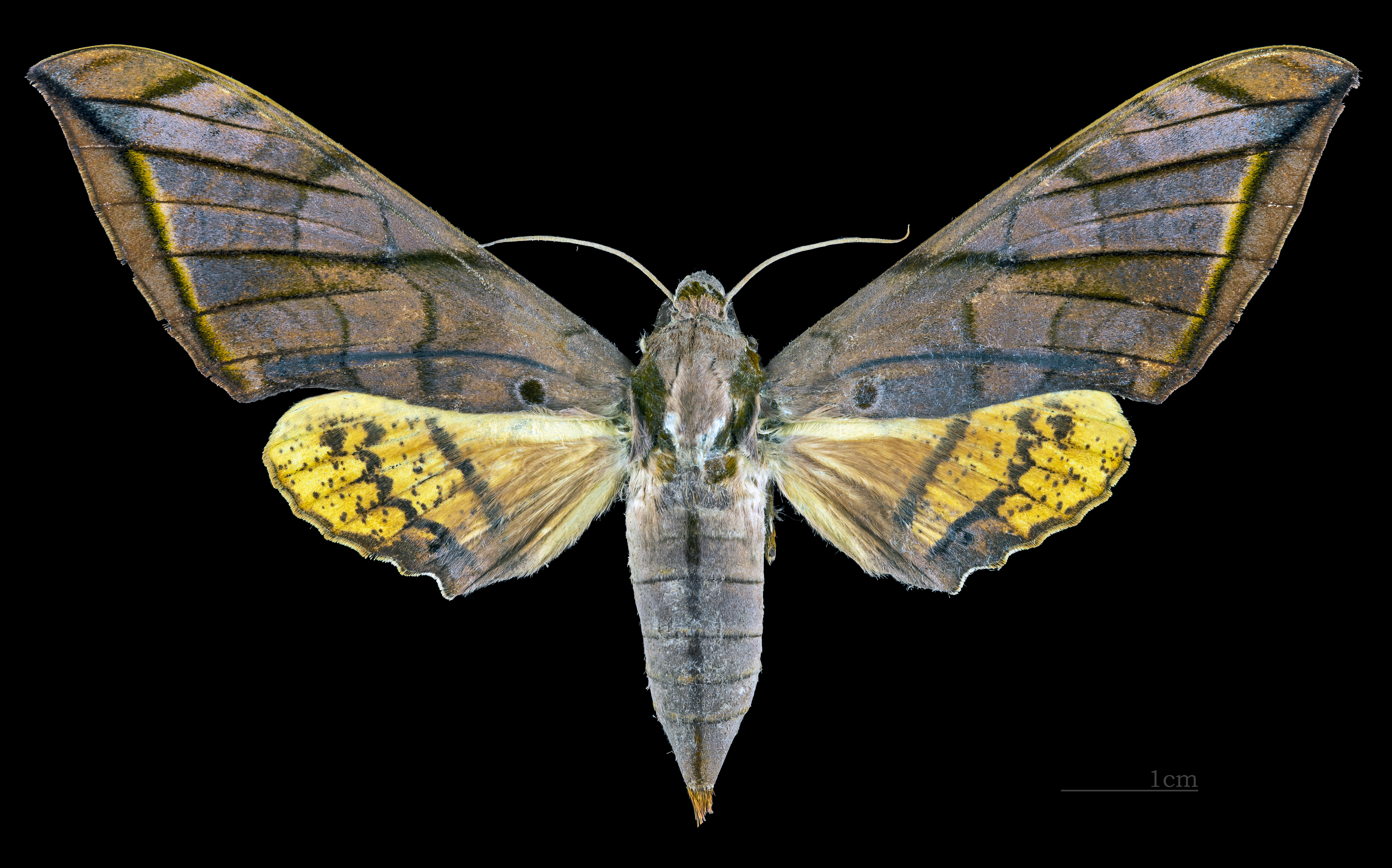
Avers de la femelle (coll.MHNT)
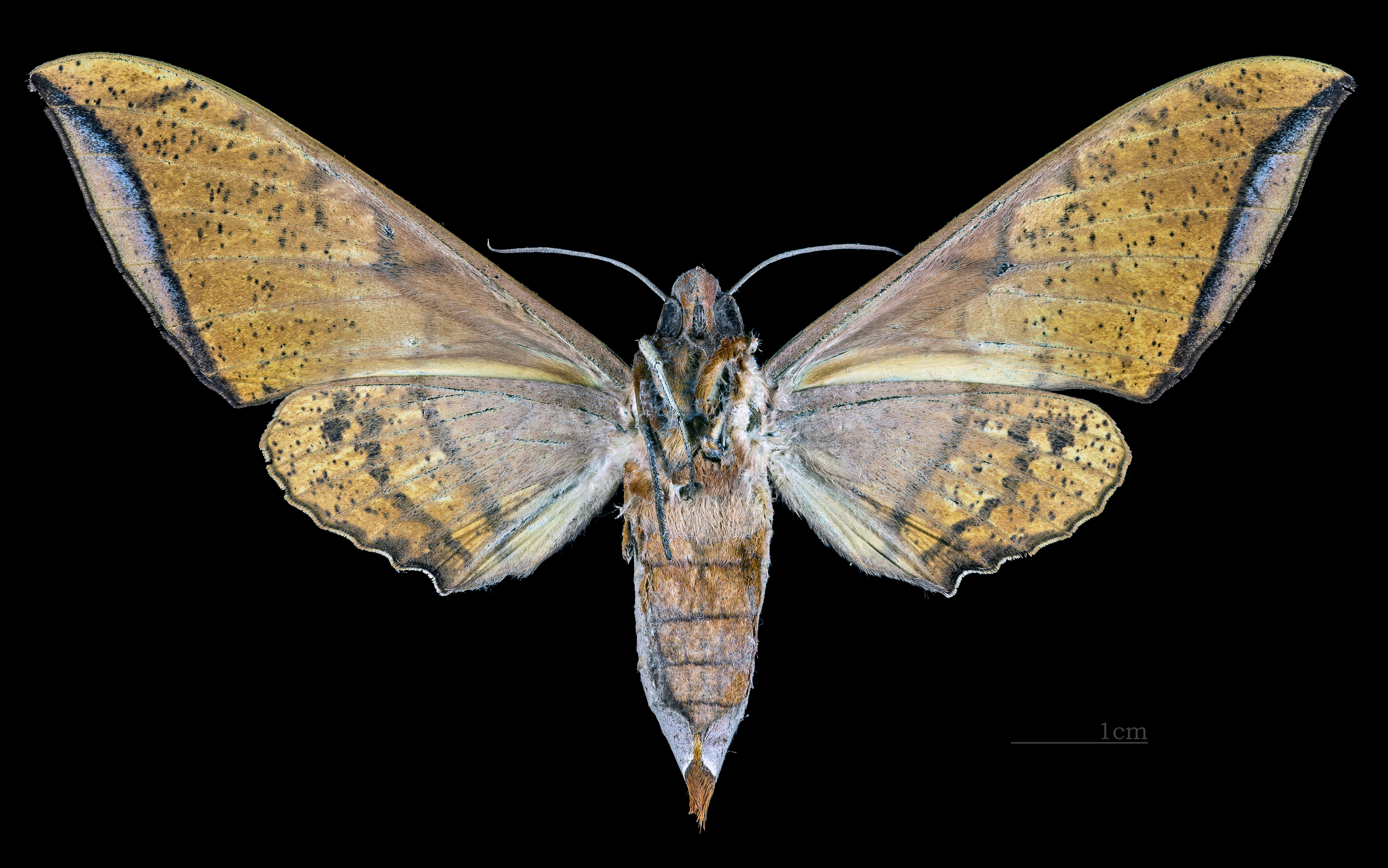
Revers de la femelle (coll.MHNT)

## Distribution
L'espèce est endémique des Philippines.

## Systématique
- L'espèce Ambulyx johnsoni a été décrite par l'entomologiste américain Benjamin Preston Clark en 1917 sous le nom initial d'Oxyambulyx johnsoni.

### Synonymie
- Oxyambulyx johnsoni Clak, 1917 Protonyme